# لويس بيريز باسكوال
لويس بيريز باسكوال (بالإسبانية: Luis Pérez Pascual) (9 فبراير 1971 في إسبانيا - ) هو لاعب كرة قدم إسباني في مركز الهجوم. شارك مع منتخب إسبانيا تحت 23 سنة لكرة القدم. أما مع النوادي، فقد لعب مع أوساسونا وريال سوسيداد ب وريال سوسيداد وريال يونيون.

## وصلات خارجية
- لويس بيريز باسكوال على موقع قاعدة بيانات كرة القدم.إي يو (الإنجليزية)